# أدينيلسون
أدينيلسون مارتينز دو كارمو ناسيمينتو (مواليد 9 مارس 1992، لاعب كرة قدم برازيلي يجيد اللعب كلاعب وسط لعب سابقاً مع نادي الذيد الإماراتي.

## روابط خارجية
- أدينيلسون على موقع قاعدة بيانات كرة القدم.إي يو (الإنجليزية)
- أدينيلسون على موقع Soccerway.com (الإنجليزية)